# Chiesa di Santa Maria Assunta (Angera)
La chiesa di Santa Maria Assunta è la parrocchiale di Angera, in provincia di Varese ed arcidiocesi di Milano; fa parte del decanato di Sesto Calende.

## Storia
La Chiesa parrocchiale di Santa Maria Assunta ad Angera è un edificio che sorse su una necropoli paleocristiana. Sembra che la pieve di Angera sia nata nel VI secolo. Sembra, inoltre, che, nel Medioevo, l'originaria chiesa di Santa Maria fosse affiancata alla pieve vera e propria, che era dedicata ai Santi Sisinio, Martirio e Alessandro. Verso la fine del XV secolo la parrocchialità fu trasferita presso la chiesa di Santa Maria, mentre la vecchia pieve perse importanza. Inoltre, proprio nello stesso periodo, venne ricostruito il presbiterio (1488-1498). L'attuale parrocchiale venne edificata nel XVI secolo (il termine dei lavori è datato 1579) lasciando intatto il presbitero quattrocentesco. Nel 1619 le finestre del presbiterio furono rifatte da Giovanni Battista Pessina e, tra il 1641 ed il 1701, venne costruito il coro. Nel 1715 il presbiterio fu imbiancato. Nel 1749 sono descritte per la prima volta le due statue antiche di San Pietro e San Paolo e solo nel 1840 si mette nuovamente mano alla sistemazione della chiesa. Gran parte dei lavori fu eseguita fra il 1847 e il 1849, a cominciare dal nuovo altare con la balaustra di marmo e continuare poi con il pavimento e con la decorazione delle pareti. Del 1847 è il progetto per la trasformazione delle finestre in forma semicircolare (come sono ora) al posto delle precedenti rettangolari nella navata centrale.
Nel 1900 su progetto dell'ingegner Cesare Nava di Milano, si restaurò la facciata, dando ad essa l'aspetto odierno e nello stesso anno si costruì la cappella dell'Addolorata, sul lato sud: questa cappella, posta di fronte a quella della Sacra Famiglia, precedentemente realizzata, restituisce simmetria alla chiesa.
In questa fase di lavori dovrebbe avere avuto sistemazione anche il battistero, con la creazione della nicchia. Nel 1907 fu installata la luce elettrica e nuovamente pavimentata con piastrelle di cemento e venne eretto il nuovo campanile, demolito successivamente nel 1923, in quanto pericolante. Nel 1926 venne iniziata la decorazione delle volte delle tre navate: nei 10 triangoli della volta sono raffigurate l'Ascensione, la Sacra Famiglia, la Natività, la Visitazione, l'Annunciazione, lo sposalizio di Maria e Giuseppe, la presentazione di Maria al tempio, la casa di Gioacchino e Anna, il profeta David e Santa Cecilia. Vennero eseguiti anche i dipinti della Via Crucis, direttamente sulle pareti.
Nel 1949 fu sostituita la pietra logora della facciata e rifatto l'affresco del rosone centrale.
Il vicariato foraneo di Angera, diretto discendente della pieve di Angera, fu soppresso nel 1972 e la chiesa venne aggregata al decanato di
Sesto Calende.
Nel 2002 vennero restaurati i dipinti della facciata della chiesa, l'affresco della lunetta con la Vergine Immacolata e il rosone, nel quale il precedente dipinto era quasi scomparso, erano rimasti soltanto i contorni del disegno sull'intonaco e quindi si è potuto recuperare il Cristo, a mezzo busto, che tiene nella mano sinistra il globo terrestre.

## Descrizione

### Facciata
L'intera struttura è realizzata in pietra d'Angera.
La facciata presenta un rosone affrescato raffigurante il Redentore, in cima al frontone triangolare è collocata una statua della Madonna di Fatima opera di A. Mercuriali (artigiano angerese)e sopra l'ingresso è posto l'affresco della Vergine Immacolata. Nelle due finestre laterali della facciata sono inseriti vetri istoriati che raffigurano Il battesimo di sant'Agostino e San Carlo che amministra la comunione a san Luigi.

### Interni
L'interno presenta tre navate e sulla volta della navata centrale sono illustrate le scene della vita della Madonna, mentre sulle volte delle due navate laterali ci sono dei medaglioni che illustrano simbolicamente le litanie lauretane. Sulle pareti delle nevate laterali, iniziando dalla sinistra e affiancate a due a due, sono dipinte le quattordici stazioni della Via Crucis.
Vicino all'ingresso, nella navata sinistra, in una nicchia affrescata, vi è un l'antico battistero, opera del 1768 di Mastro Antonio Merzagora di Angera: il vaso di marmo, appoggiato alla parete, ha forma ottagonale ed è contento in un ciborio di legno di noce che circonda completamente il vaso battesimale; due gradini lo sollevano dal pavimento della chiesa.Un'immagine di Giovanni Battista che battezza Cristo che è raffigurato nell'opera di Cristoforo Giussani d'Angera. Ai lati del battistero spiccano due statue di pietra d'Angera che la tradizione ritiene raffigurino sulla parete San Pietro e San Paolo che presentano sul basamento la scritta: “Testimonia Angleriae/Antiqua Civitatis”, una delle due è ormai molto frammentaria.
Al centro della stessa navata è situata la Cappella con l'altare del Sacro Cuore di Gesù, questa fu costruita tra il 1887 e il 1891; è inglobata nella struttura della chiesa con due porte, una a destra verso la sacrestia ed una a sinistra verso il ripostiglio. L'altare è chiamato anche altare della Sacra Famiglia a causa della presenza dell'affresco nella volta rappresentante la Madonna, San Giovanni e Gesù del pittore Magistretti. Al centro della cappella è posta la statua del Sacro Cuore di Gesù e ai lati sono raffigurati, a destra Gesù e la Maddalena e a sinistra “salva nos perimus”; nella parte interiore dell'arco d'ingresso sono presenti decorazioni floreali, angeli e due stemmi.
La navata si conclude con la Cappella del Crocifisso che presenta un'edicola di legno dorato con una statua di Cristo Crocifisso, a destra di questa, l'affresco di Gesù al tempio, sul soffitto un angelo che porge il Santissimo Sacramento a Cristo stesso e a sinistra la vetrata di Santa Maria Maddalena.
Nella navata di destra, in posizione centrale, è collocata la cappella dedicata alla Madonna Addolorata che fu costruita nel 1902 mentre la decorazione fu eseguita solo nel 1924, ad opera dei pittori Enrico e Edoardo Volonterio, con un drappeggio verde sulla parte bassa e motivi geometrici nella parte mediana. Nella parte alta, al centro è rappresentato Gesù con la croce che incontra le donne, a sinistra Gesù deposto nel sepolcro e a destra l'angelo della resurrezione. La statua della Madonna Addolorata è sicuramente l'oggetto più antico di tutta la chiesa, è risalente al periodo rinascimentale e proveniente dall'ex Convento di Santa Caterina. La statua rappresenta la madonna in posizione seduta con il cuore trafitto da sette spade, sul suo capo è posta una preziosa corona, finemente cesellata, con un rubino incastonato nel centro; in basso una scritta che la definisce protettrice d'Angera e dei Serviti. Oggi il simulacro viene portato in processione per le vie del paese durante la festa patronale.
La navata si chiude con l'altare della nostra Signora del Cuore di Gesù che nel mezzo un'ancona di legno dorato con il quadro della Madonna con il Bambino e il Sacro Cuore, a destra la vetrata con San Giovanni Evangelista e a sinistra una tela raffigurante la Madonna di Caravaggio.
Vicino all'altare spicca un pulpito ligneo realizzato nel 1688 da Giovan Battista Besozzi; le decorazioni intagliate, esempio di arte barocca, raffigurano tre episodi della vita di Maria: la Natività, la Dormizione e l'Assunzione. Lo stesso intagliatore realizzò anche il coro in noce, visibile nella zona absidale, con tre stalli distinti da quattro statue rappresentanti Sant'Ambrogio, San Pietro, San Gerolamo e Sant'Agostino e sopra lo stallo centrale una statua dell'Assunta e due angioletti.
La volta absidale, dipinta a cielo stellato, presenta una crociera a grosse cordonature in pietra viva con dentellature e la chiave di volta presenta un tondo del quattrocento in pietra d'Angera raffigurante Dio Padre Benedicente, scultura dipinta in epoche recenti. All'altare maggiore in marmo, si accede tramite due gradini e una balaustra di marmo nero a macchia rossa separa la chiesa comune dalla cappella maggiore e dalle due laterali, alle quali si accede tramite tre gradini. Al centro, il tabernacolo è di legno ad intagli d'architettura tutto dorato con due Cherubini, anch'essi di legno intagliati sopra e in esso è conservato il Santissimo Sacramento all'interno di una pisside d'argento.
Sulla parete di fondo sono presenti la vetrata raffigurante l'Assunta, al centro in alto, e gli angeli delle due vetrate rettangolari in basso; nella pareti laterali sono presenti gli affreschi realizzati da monsignor Polvara: sulla parete di sinistra è rappresentato il castigo del peccato nel paradiso terrestre, una scena di bufera con l'angelo che caccia Adamo ed Eva, il serpente che si nasconde ed i Padre Eterno minaccioso e, sulla parete opposta, la gloria di Maria con in braccio il bambino e gli angeli in preghiera che dal deserto di questo mondo viene assunta in cielo.